# نهر إمبيني
نهر إمبيني (بالإنجليزية: Mbini River) هو الاسم المحلي لنهر يمر في غينيا الاستوائية، ويعرف أيضاً باسم نهر بينيتو (Benito River)؛ كما يعرف أيضاً باسم نهر أورو (Uoro River)..
ينبع هذا النهر من دولة الغابون ويمر إلى دولة غينيا الاستوائية من الشرق إلى الغرب حيث يشطرها إلى قسمين تقريباً، إلى أن يصب في المحيط الأطلسي عند بلدة إمبيني، وتتشكل عند المصب أيكة ساحلية تمتد لعشرين كيلومتراً. كان هذا النهر يستخدم في شعوب غرب إفريقيا التي قطنت هذه المنطقة من أجل الحراجة.